# Rue de Varize
Pour les articles homonymes, voir Varize.
La rue de Varize est une voie du 16e arrondissement de Paris, en France.

## Situation et accès
La rue de Varize est une voie publique située dans le 16e arrondissement de Paris. Elle débute au 98, rue Michel-Ange et se termine au 63, boulevard Murat.
Elle est coupée par la rue du Général-Delestraint.

## Origine de ce nom
Cette rue honore le village de Varize, situé près de Châteaudun, célèbre par la défense du 18 octobre 1870, au cours de la guerre de 1870, que les Prussiens incendièrent, ainsi que Civry.

## Historique
Cette voie est ouverte par un arrêté du 4 novembre 1869 et prend sa dénomination actuelle en vertu d'un décret du 10 février 1875.
Jusqu'alors pavée, cette rue est goudronnée en 2004.
Au no 11 se trouve la maison de santé Mary-Jacobi.
Aux nos 23-25 se trouve le foyer Jean-Bosco. Il s'agit de l'ancien asile de vieillards Schilizzi, construit en 1895-1896 par l'architecte Émile Vaudremer. Sur un site d'1 ha, il comprend un hospice, une chapelle et un parc. Sa façade arrière longe le boulevard Murat et sa partie sud la rue du Général-Delestraint. En janvier 1886, le banquier orthodoxe d'origine grecque Demetri Schilizzi avait en effet acheté ce terrain. Une fois les travaux terminés s'y installe une maison de retraite tenue par les Petites Sœurs des pauvres, qui y accueillent 250 personnes âgées. Au début des années 2000, le site est désaffecté, puis vendu en 2013 afin de financer les missions de l'organisation religieuse à l'international. Alors qu'un projet immobilier était annoncé, l'homme d'affaires Vincent Bolloré se porte finalement acquéreur. Il fait restaurer les bâtiments et y installe le foyer Jean-Bosco, du nom d'un prêtre italien du XIXe siècle. Proposant 180 lits à destination d'étudiants post-bac, le foyer dispose de salles de travail, de jeu, de restauration, de conférence et l'accès à la chapelle et au parc.

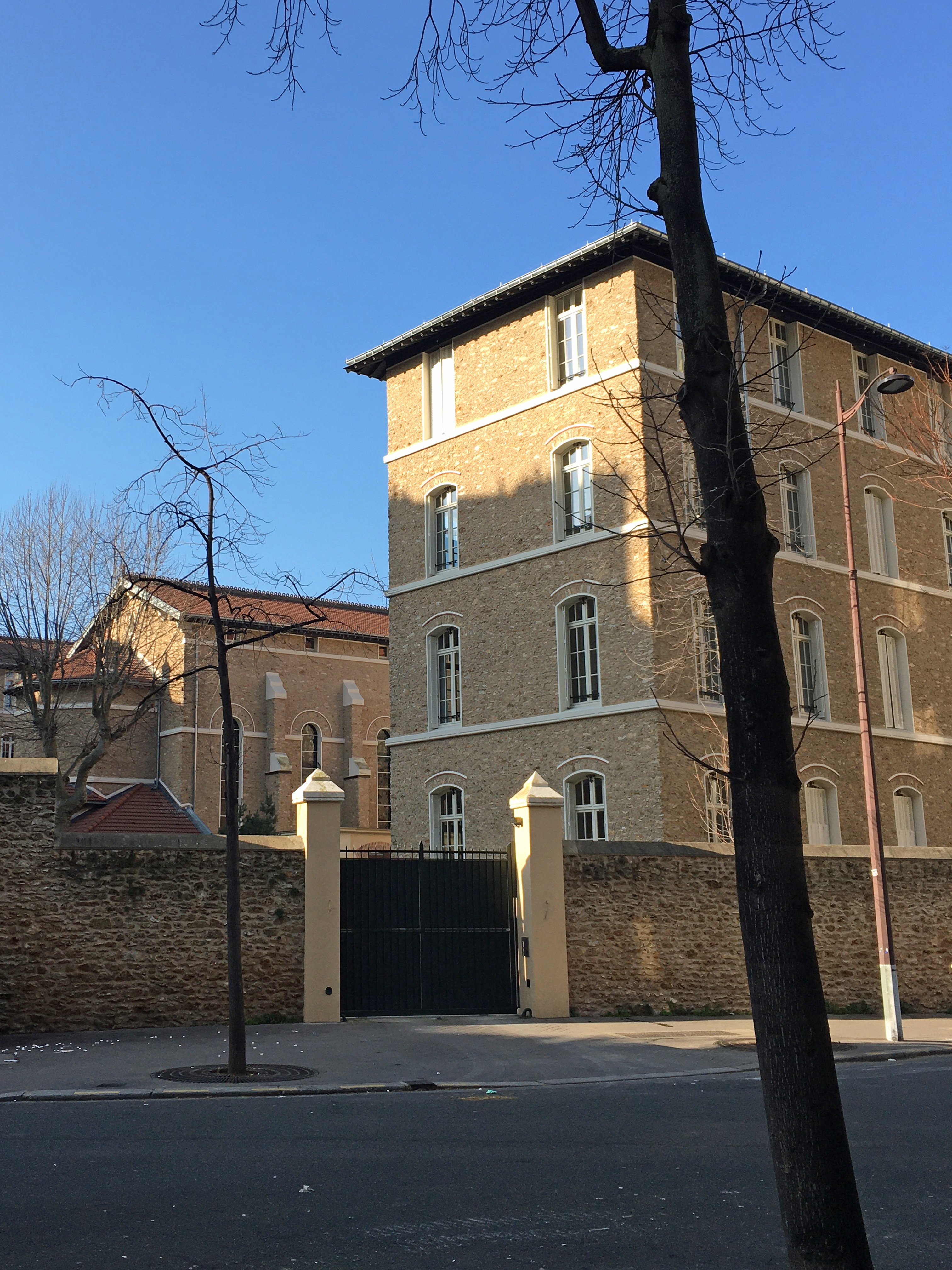
Foyer Jean-Bosco.
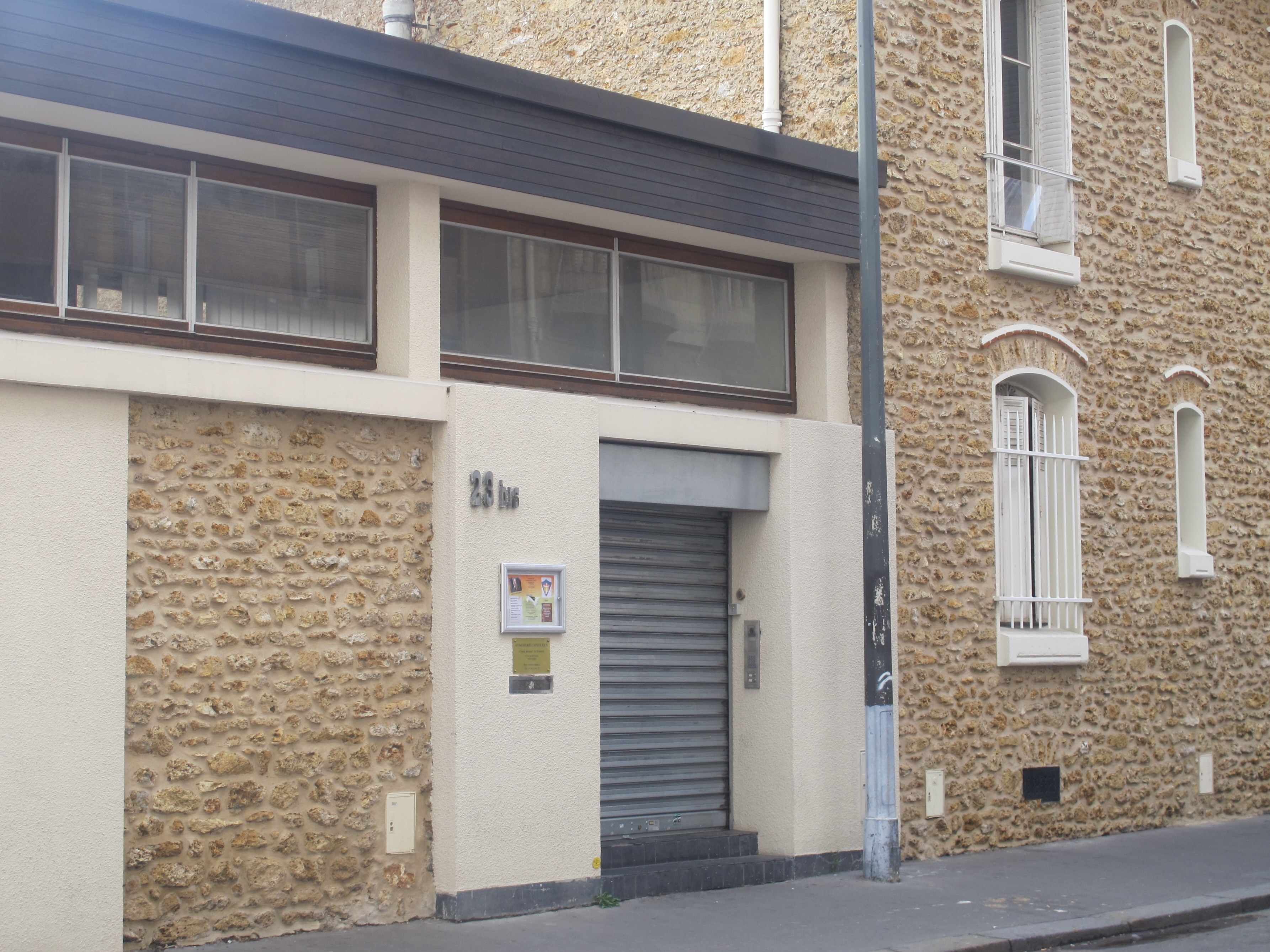
Aumônerie catholique au no 23 bis.
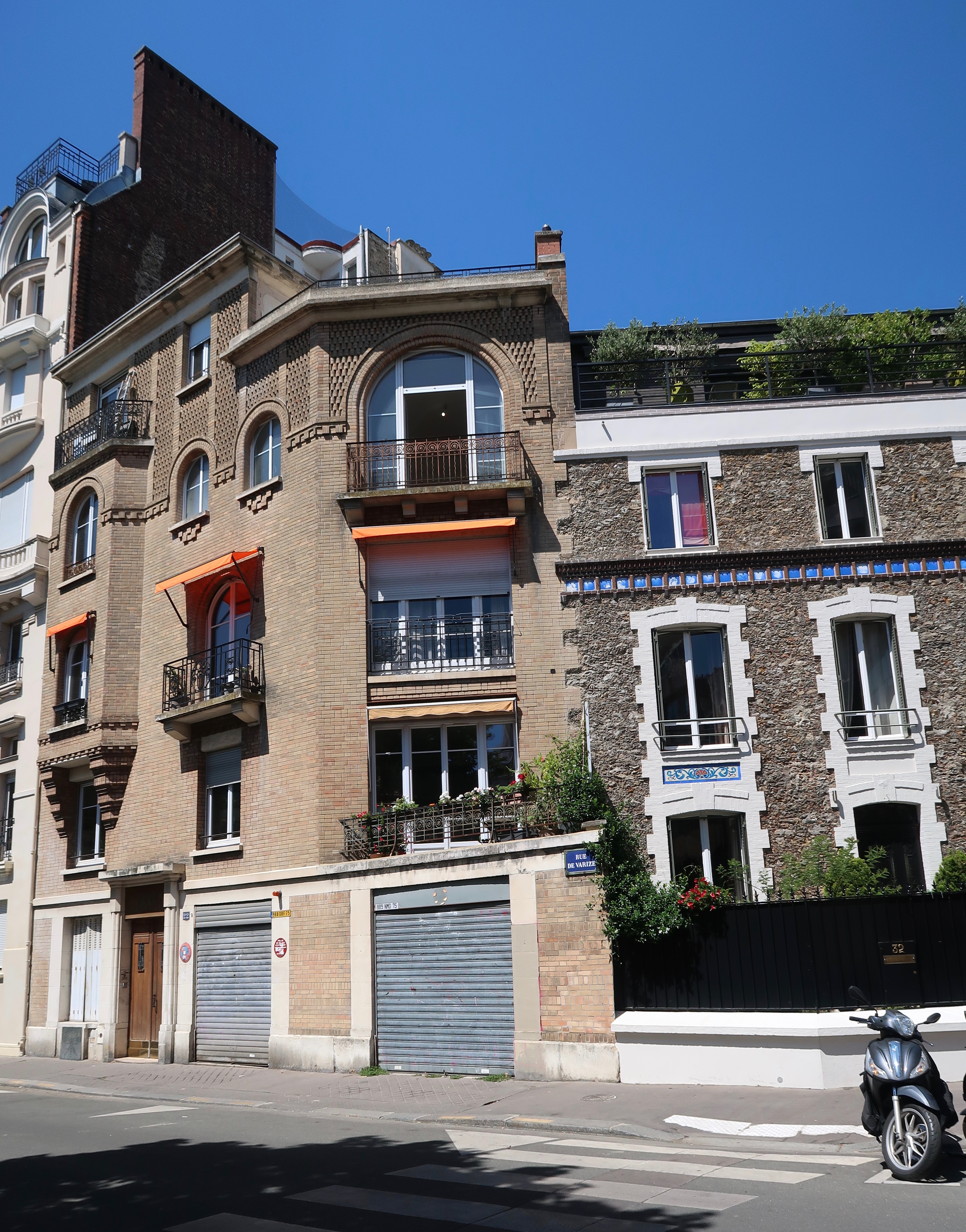
Au croisement avec la rue de Civry.